# 3HO
3HO, voluit Healthy Happy Holy Organization (Organisatie voor Gezondheid, Geluk en Verheffing) is een yogabeweging die zich toelegt op het verbreiden en onderwijzen van Kundalini-yoga, zoals dit onderwezen werd door de oprichter.
Harbhajan Singh Khalsa richtte 3HO op in 1969 en onder zijn leiding zette deze non-profitorganisatie duizenden yogacentra op in 35 landen. In 1994 kreeg werd 3HO erkend door de Verenigde Naties als een NGO (niet-gouvernementele organisatie) met een consultatieve status (Roster) voor de Economische en Sociale Raad. In deze hoedanigheid houden ze zich bezig met vertegenwoordiging van vrouwenkwesties, bevordering van de rechten van de mens en het voorzien in onderwijs in de alternatieve geneeskunde.
Het is de missie van 3HO om "de uitoefening van de lifestyle, yoga en meditatie in de Kundalini yoga te delen." Beoefenaars beschouwen Kundalini yoga als de meest krachtige vorm van yoga. Deze yoga-uitoefening bestaat uit yoga, meditatie, dieet en filosofie, om mensen te helpen een gezonder, gelukkiger en heiliger leven te laten hebben.
3HO beschrijft zichzelf als een spirituele gemeenschap die iedereen van alle religies en lifestyles verwelkomt. Van een beoefenaar van Kundalini yoga wordt niet verlangd dat hij gelooft in het Sikhisme, het Indiase geloof waar Yogi Bhajan veel mensen bekend mee heeft gemaakt. Wel is er een gemeenschap in Española, NM (Verenigde Staten) die volgens de Sikh-regels leeft, zoals de vijf k's en mannen en vrouwen dragen witte tulbanden. Het politieke standpunt van de beweging is het egalitarisme.